# كأس السوبر المصري 2023–24
كأس السوبر المصري 2023–24 ، رسميا "كأس السوبر المصري للأندية البطلة"، هي بطولة كرة قدم ينظمها الاتحاد المصري لكرة القدم. تتميز بطولة هذا الموسم بنظام جديد حيث ستتنافس أربعة فرق بدلا من فريقين كما العادة. ستقام البطولة في الإمارات العربية المتحدة بين 24 و 29 ديسمبر 2023.

## نظام البطولة
يختلف نظام البطولة الحالية حيث يشارك فيها اربعة فرق بدلا من فريقي وهي ː
- بطل الدوري المصري
- بطل كأس مصر
- بطل كأس رابطة الأندية المصرية
- وصيف الدوري

وفي حال تتويج أي فريق بالدوري وكأس مصر معا، سيشارك وصيف كأس مصر في البطولة مباشرة. وايضا في حال فوز فريق ببطولتين آخرتين سيتم اختيار فريقا بناء على مركزه في الدوري.

## القرعة
تم إجراء القرعة في 27 سبتمبر 2023.

## المسار
|  | نصف النهائي        | نصف النهائي  |                     |        | النهائي | النهائي |
|  |                    |              |                     |        |         |         |
|  | 25 ديسمبر 2023     |              |                     |        |         |         |
|  |                    |              |                     |        |         |         |
|  | الأهلي             | 1            |                     |        |         |         |
|  | الأهلي             | 1            | 28 ديسمبر 2023      |        |         |         |
|  | سيراميكا كليوباترا | 0            |                     |        |         |         |
|  | سيراميكا كليوباترا | 0            | الأهلي(ب.و.إ.)      | 4      |         |         |
|  | 25 ديسمبر 2023     |              | الأهلي(ب.و.إ.)      | 4      |         |         |
|  |                    | مودرن فيوتشر | 2                   |        |         |         |
|  | بيراميدز           | مودرن فيوتشر | 2                   | 0 (13) |         |         |
|  | بيراميدز           |              |                     | 0 (13) |         |         |
|  | مودرن فيوتشر       | 0 (14)       |                     |        |         |         |
|  | مودرن فيوتشر       | 0 (14)       | تحديد المركز الثالث |        |         |         |
|  |                    |              |                     |        |         |         |
|  | 28 ديسمبر 2023     |              |                     |        |         |         |
|  |                    |              |                     |        |         |         |
|  | سيراميكا كليوباترا | 1 (4)        |                     |        |         |         |
|  | سيراميكا كليوباترا | 1 (4)        |                     |        |         |         |
|  | بيراميدز           | 1 (5)        |                     |        |         |         |

## المباريات
- الأوقات المدرجة هي ت ع م+04:00.

### نصف النهائي
| بيراميدز | 0–0   | مودرن فيوتشر |
| --- | ----- | --- |
| | تقرير | |
| ركلات الترجيح |       | |
| - السعيد - صبحي - حافظ - لاكاي - الجباس - جلال - بوبو - الشيبي - سامي - لاشين - ميهوب - السعيد - صبحي - حافظ - بوبو - الجباس - جلال | 13–14 | - علي - الوادي - عادل - عاطف - محمود - محمد - ربيعة - نغويم - الفيل - بيلو - جنش - علي - الوادي - عاطف - محمود - نغويم - ربيعة |

| الأهلي            | 1–0   | سيراميكا كليوباترا |
| ----------------- | ----- | ------------------ |
| آرثر 90+4' (ه.ذ.) | تقرير |                    |

### تحديد المركز الثالث
| بيراميدز                                | 1–1   | سيراميكا كليوباترا                  |
| --------------------------------------- | ----- | ----------------------------------- |
| - فتحي 78'                              | تقرير | - قندوسي 70'                        |
| ركلات الترجيح                           |       |                                     |
| - السعيد - صبحي - حافظ - الكرتي - لاكاي | 5–4   | - ريان - رمضان - شكري - نبيل - توني |

### النهائي
| مودرن فيوتشر             | 2–4 (ب.و.إ.) | الأهلي                                             |
| ------------------------ | ------------ | -------------------------------------------------- |
| - السعيد 76' - محمود 81' | تقرير        | - كهربا 13' - الشحات 34' - موديست 114' - فؤاد 116' |

## الجوائز
سيتم منح الجوائز من قبل مجلس أبو ظبي الرياضي وهي كما يلي:
- الفائز: $250,000
- الوصيف: $125,000
- المركز الثالث: $75,000
- المركز الرابع: $50,000